# Hunkovce
Hunkovce jsou obec na Slovensku v okrese Svidník. Žije zde 328 obyvatel.

## Historie
První písemná zmínka je z roku 1599 (v písemnostech makovického panství). Od 18. století zde žijí mj. Romové,  v roce 1989 zde žilo 264 lidí tohoto etnika.

### Vývoj názvu obce
- Hunkocz, Hunkócz 1773,
- Hunkocz 1786,
- Hunkócz, Hunkowce 1808,
- Hunkóc 1863–1902,
- Felsőhunkóc 1907–1913, Honkovce 1920,
- od roku 1927 – Hunkovce

### 2. světová válka
Během 2. světové války byla obec silně postižena. V polovině listopadu 1944 se v katastru obce na několik dní stabilizovala frontová linie. Celé okolí Hunkovců bylo zaminované a dominující výšiny nad obcí - Kobyliakov vrch (kóta 481) a Zapíla (kóta 471) – přeměnily fašisté na silně opevněný obranný systém ze kterého ovládli hlavní cestu a celé okolí. V blízkém týlu měli soustředěny četné zálohy vojska a bojovou techniku, především tanky a dělostřelectvo.

## Pamětihodnosti
- Chrám Ochrany Přesvaté Bohorodičky z roku 1799, od roku 1968 národní kulturní památka; v kostele se již nevykonávají církevní obřady,
- Vojenský hřbitov z 1. světové války; na hřbitově je pochováno 159 vojáků
- Německý vojenský hřbitov z 2. světové války; na hřbitově je pochováno 2 918 německých vojáků

## Galerie

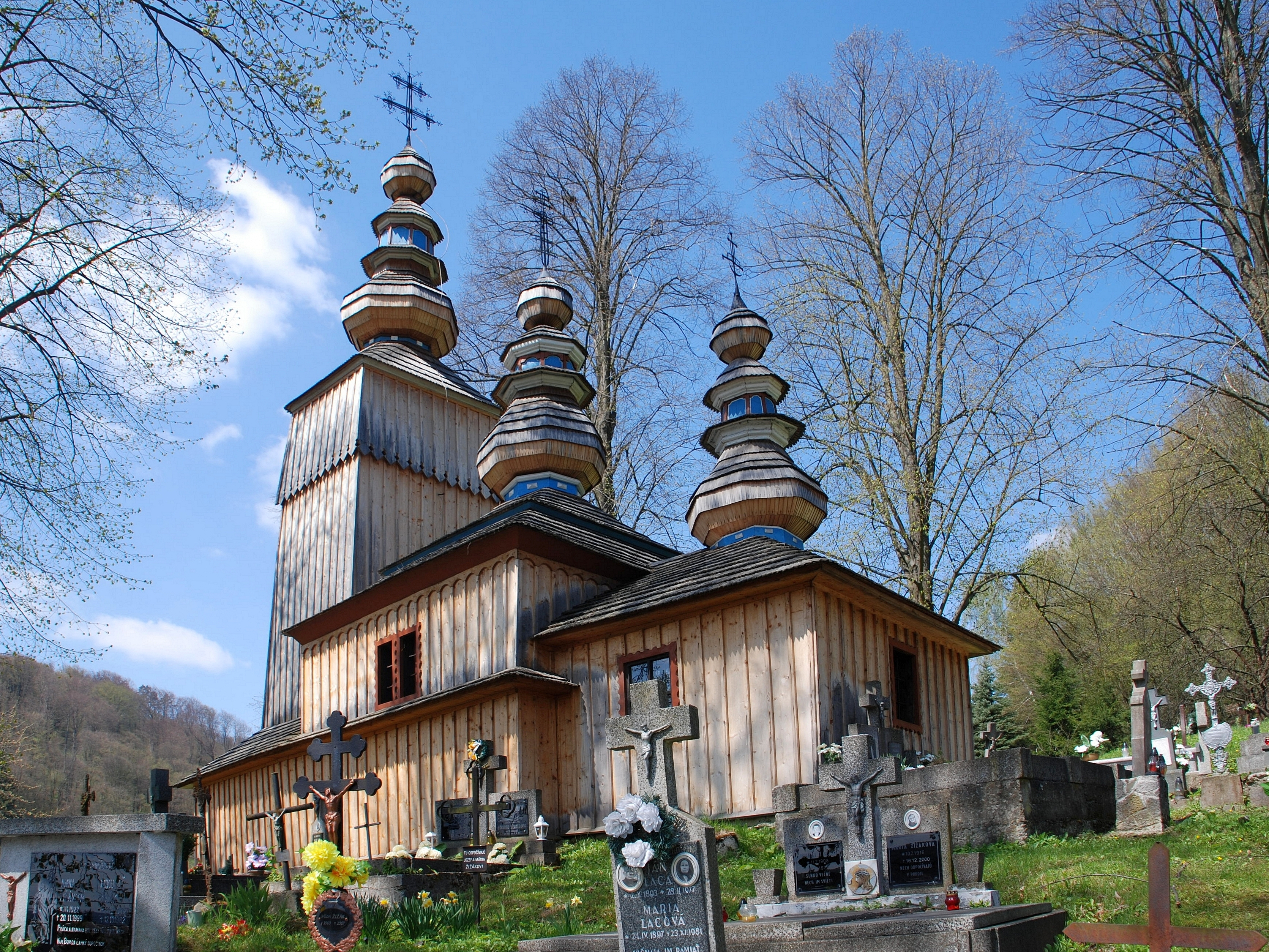
Chrám Ochrany Přesvaté Bohorodičky
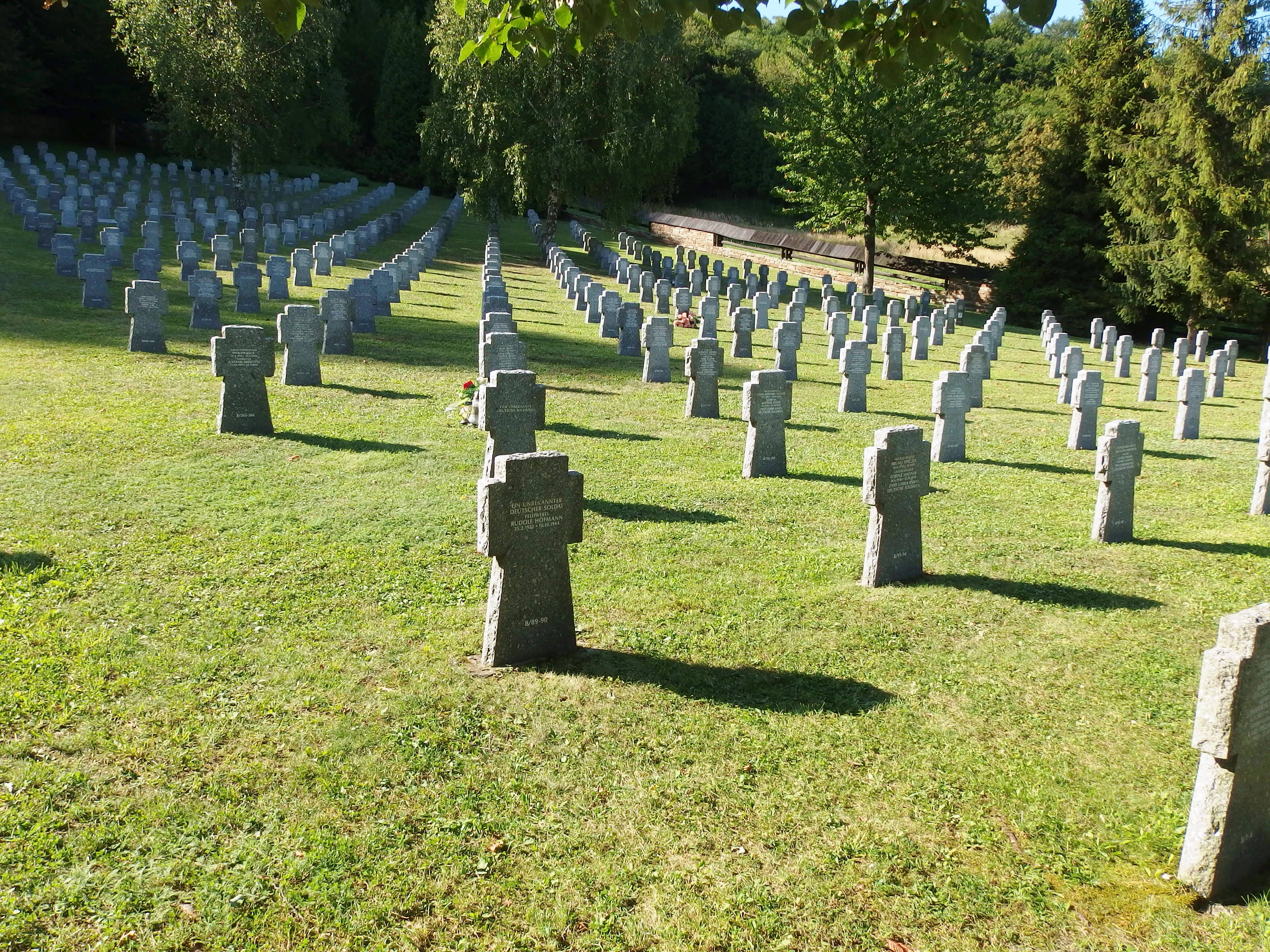
Německý vojenský hřbitov